# Miglio quadro dorato
Il Miglio quadro dorato (Mille carré doré in francese) è un lussuoso quartiere situato lungo la pendice del Mont-Royal di Montréal in Canada. Si deve questo nome a Hugh MacLennan.

## Storia
Tra il 1850 e il 1930 la borghesia anglofona di Montréal cominciò a migrare in questa area all'interno della città andando a costruire eleganti residenze. La comunità comprendeva essenzialmente uomini d'affari provenienti dalle Highlands scozzesi.
Successivamente, con l'espandersi della città, l'area è stata inglobata sempre più nel centro cittadino e ha visto demolire alcune di queste residenze e sorgere moderni grattacieli al loro posto.

## Monumenti e luoghi d'interesse
Alcune delle residenze del Miglio quadro dorato sono la casa Ravenscrag, gli Appartamenti Le Château, la casa George-Stephen e la casa Shaughnessy, sede del Centro canadese di architettura.